# 鲁西奥斯·哈里斯
小鲁西奥斯·H·哈里斯（英語：Lucious H. Harris Jr.，1970年12月18日—），美国NBA联盟前职业篮球运动员。他在1993年的NBA选秀中第2轮第28顺位被达拉斯小牛选中。